# Denton (Northamptonshire)
Denton – wieś w Anglii, w hrabstwie Northamptonshire, w dystrykcie (unitary authority) West Northamptonshire. Leży 9 km na wschód od miasta Northampton i 90 km na północny zachód od Londynu. Miejscowość liczy 767 mieszkańców.